# Great Yeldham
Great Yeldham is een civil parish in het bestuurlijke gebied Braintree, in het Engelse graafschap Essex.

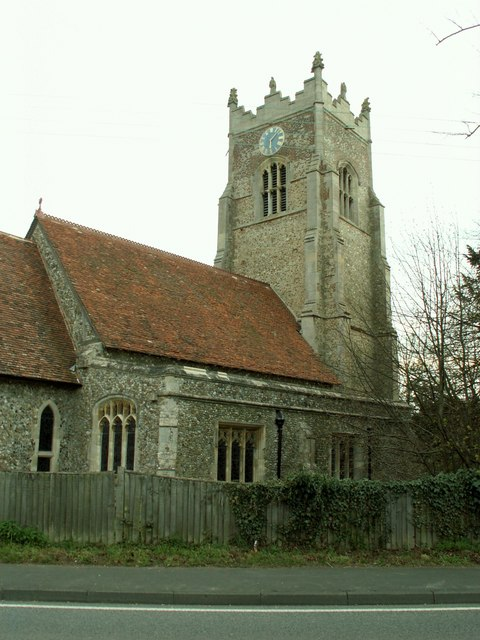
Kerk van St. Andrew